# Francesco Buonaguisi
Francesco Buonaguisi (fl. 1478), también escrito Bonaguisi o Bonaguisa, fue un comerciante florentino afincado en Andalucía.

## Biografía
En 1472 Buonaguisi obtuvo del rey Juan II de Aragón el monopolio para la exportación de la sal de las salinas de Tortosa.  Aparece mencionado en documentos emitidos en Sevilla en 1475. En 1477 se asoció con el barcelonés Berenguer Granell para un negocio de exportación de trigo desde Andalucía en nombre de la Corona. Los Reyes Católicos nombraron continos a los dos socios y les dieron permiso también para armar barcos para ir a la Mina de Oro en Guinea, en una época en la que los reyes de Castilla le estaban disputando el monopolio de este comercio al de Portugal en el marco de la Guerra de Sucesión Castellana. 
En 1478 la Corona organizó una gran expedición naval a la Mina de Oro y les encargó a Buonaguisi y Granell el control de todo el aspecto comercial de la misma. La flota navegó hasta Guinea, pasando por las Canarias, y acopió oro y esclavos. Sin embargo una escuadra portuguesa la sorprendió mientras estaba anclada cerca de la Mina de Oro y la derrotó, en la denominada batalla naval de Guinea, capturando todos los barcos con sus cargamentos y tripulantes. Buonaguisi debió ser llevado a Portugal junto con el resto de los prisioneros.
Al terminar la guerra Buonaguisi regresó a Andalucía. Cuando en 1483 la Corona fundó Puerto Real en la bahía de Cádiz, para tener un puerto no sujeto a dominio nobiliario en la costa andaluza, Buonaguisi se mudó allí. Poco tiempo después los reyes lo nombraron corregidor de la villa, concretamente el 7 de septiembre de 1484, a título vitalicio y hereditario y con un sueldo de 25.000 maravedíes anuales.  El 18 de febrero de 1486 los reyes le concedieron al corregidor Bonaguisa un tercio de los bienes confiscados a los condenados por la Inquisición en Sevilla.
No se conoce la fecha de fallecimiento de Buonaguisi, salvo que tuvo que ser antes de 1495. De su testamento solo consta que legó al también florentino Juanoto Berardi unas tierras que la Corona le había otorgado en Gran Canaria.